# Micro Hebdo
Micro Hebdo est un magazine de vulgarisation informatique hebdomadaire français créé en 1998 par le groupe Tests (aujourd'hui groupe 01), lequel publie également L'Ordinateur individuel et 01 Informatique.
Paraissant tous les jeudis et se voulant de lecture aisée, il abordait tous les thèmes, du matériel, logiciel, Internet. Son slogan était « Le newsmag du numérique » et son prix de vente en kiosque 2 euros (en France métropolitaine). Des numéros hors-série étaient également proposés.
À partir du 19 janvier 2012, Micro Hebdo change de formule. En avril 2013, une fusion est décidée avec L'Ordinateur individuel. La revue prend alors le nom de 01net et devient quinzomadaire. Delphine Sabattier, ancienne rédactrice en chef de L'Ordinateur individuel, devient rédactrice en chef de la nouvelle structure.

## Présentation
Le sommaire était constitué de huit parties principales :
- S'informer
- À la une
- Techno
- Matériels
- Services
- Shopping
- Pratique
- Culture Geek

Certaines semaines, des rubriques s'adjoignent au reste, comme un reportage ou encore un résumé des visites organisées dans le laboratoire où sont effectués les tests du magazine.

### S'informer
L'Événement 
Le sujet d'actualité de la semaine expliqué et décortiqué par la rédaction.
L'Actualité de la semaine 
Un ensemble d'articles traitant de divers sujets orientés high-tech, nouvelles technologies, etc.

### À la une
Il s'agit du principal sujet abordé par la rédaction. Un dossier très complet qui vous aidera dans l'utilisation de votre matériel informatique ou de vos logiciels.

### Techno
Le reportage de la semaine met en avant une avancée technologique ou explique les raisons du succès de certaines marques high-tech.

### Matériels
Le résultat des tests ciblés réalisés par le labo concernant les nouveautés produits du moment: de l'écran TV à la tablette tactile en passant par le nouveau smartphone, tout est testé, noté, commenté.
Cette rubrique comprend également des comparatifs permanents mis à jour chaque semaine (smartphone ; PC portables ; disques SSD ; cartes 3D...).

### Services
La découverte d'un logiciel, d'une application, d'un site internet... Ainsi que des explications ciblées qui guident pas à pas le lecteur dans l'utilisation du ou des services en question.
La sélection des meilleurs sites web, logiciels ou applications actuels en fonction de leur utilité.

### Shopping
Une sélection d'accessoires triés en fonction de leur utilité ou de leur grande originalité.

### Pratique
Des modes d'emploi très détaillés qui permettent d'optimiser l'utilisation d'un site, d'un logiciel, d'un navigateur...
Une fiche numérotée pour aider les lecteurs de 01net Micro Hebdo à réussir brillamment le Brevet Informatique Internet (B2I).

### Culture geek
Chaque semaine, les journalistes de Micro Hebdo sélectionnent des pages web divertissantes, une actu geek hors du commun ou encore une photo parfois très surprenante. Toujours dans l'univers du high-tech et des nouvelles technologies.

## Radio
Les rédacteurs en chef adjoints de Micro Hebdo, Jean-Marie Portal et Frédéric Boutier, ont participé régulièrement à l'émission de François Sorel De quoi j'me mail, diffusée exclusivement en podcast sur le site de RMC et traitant de toutes les nouveautés du multimédia et du Net : infos pratiques, liens, exclusivités, invités amateurs ou professionnels et toute l'actualité du high-tech.